# Thorstein Treholt
Thorstein Treholt (* 13. April 1911 in Skoger, Fylke Vestfold; † 17. März 1993) war ein norwegischer Politiker der Arbeiderpartiet, der fast 20 Jahre lang Mitglied des Storting sowie zwischen 1971 und 1972 und erneut von 1973 bis 1976 Landwirtschaftsminister war. Darüber hinaus war er fünf Jahre lang von 1976 bis 1981 Regierungspräsident (Fylkesmann) der Provinz Oppland.

## Leben

### Bauer, Schulrektor und Kommunalpolitiker
Treholt, Sohn des Kleinbauern Ole Thorsteinsen und dessen Sigrid Olsen, war bereits im Alter von neun Jahren Vollwaise, nachdem sein Vater 1917 und seine Mutter 1920 verstorben waren. Er besuchte nach der Handelsschule zwischen 1928 und 1930 die Landwirtschaftsschule von Vestfold zwischen 1932 und 1934 Kontrollassistent bei der Gemeinde Slagen in Vestfold. Nachdem er zwischen 1933 und 1934 die Staatliche Kleinbauern-Lehrerschule besucht hatte, war er zwischen 1935 und 1937 Kontrollassistent sowie zuletzt Oberassistent bei den Gemeinden Lom und Skjåk, ehe er 1938 zeitweilig Landwirtschaftsassistent des Fylke Oppland war.
Danach war Treholt, der zwischen 1939 und 1982 auch einen kleinen Hof in Brandbu bewirtschaftete, zwischen 1939 und 1947 Gemeindeagronom von Brandu sowie von 1945 bis 1946 und erneut zwischen 1949 und 1950 Kleinbauern-Lehrer an der Landwirtschaftsschule von Valdres, ehe er von 1950 bis 1960 Rektor dieser Schule war. Zwischenzeitlich war er von 1948 bis 1949 Inspektor bei der Kreditkasse für landwirtschaftliche Betriebe (Driftskredittkassen for jordbruket).
Anfang der 1950er Jahre begann er auch seine politische Laufbahn in der Kommunalpolitik und war zwischen 1951 und 1955 für die Arbeiderpartiet Mitglied des Gemeinderates von Nord-Aurdal.

### Staatssekretär und Abgeordneter
Am 4. Juni 1954 wurde er Staatssekretär im Landwirtschaftsministerium (Statssekretær i Landbruksdepartementet) und war als solcher bis zum 1. September 1957 engster Mitarbeiter von Olav Meisdalshagen beziehungsweise Harald Johan Løbak, den damaligen Landwirtschaftsministern in der dritten Regierung von Ministerpräsident Einar Gerhardsen. 
1958 wurde Treholt als Kandidat der Arbeiderpartiet (Ap) erstmals Mitglied des Storting und vertrat in diesem fast 20 Jahre lang bis zu der Wahl am 12. September 1977 die Interessen des Fylke Oppland. Daneben war er von 1959 bis 1961 Mitglied des Gemeinderates von Brandbu.
Während seiner Parlamentszugehörigkeit war er vom 13. Oktober 1961 bis zum 30. September 1965 erst Vorsitzender und danach zwischen dem 15. Oktober 1965 und dem 17. März 1971 Vize-Vorsitzender des Landwirtschaftsausschusses des Storting. Zugleich war er von 1962 bis 1967 Mitglied des Gemeinderates von Gran, wo er von 1960 bis 1966 Vorsitzender der Ap war.
Er war vom 14. Oktober bis zum 18. Dezember 1970 kurzzeitig Vize-Präsident des Odelsting, eine der damals bestehenden Kammern des Storting.

### Landwirtschaftsminister und Fylkesmann
Am 17. März 1971 wurde er von Ministerpräsident Trygve Bratteli als Landwirtschaftsminister (Landbruksminister) in dessen erste Regierung berufen, der er bis zum Ende von Brattelis Amtszeit am 18. Oktober 1972 angehörte. 
Das Amt des Landwirtschaftsministers bekleidete er auch in der zweiten Regierung von Ministerpräsident Bratteli in der Zeit vom 16. Oktober 1973 bis zum 15. Januar 1976.
Nach seinem Ausscheiden aus der Regierung wurde Treholt als Nachfolger von Nils Handal Regierungspräsident (Fylkesmann) der Provinz Oppland und bekleidete diese Funktion bis zu seiner Ablösung durch Knut Korsæth 1981. Des Weiteren war er zwischen 1977 und 1982 Vorsitzender des Arbeitsgerichts des Fylke Oppland. Nach Beendigung des Amtes als Fylkesmann wurde er 1981 zum Kommandeur des Sankt-Olav-Ordens ernannt.
Sein Sohn ist der Diplomat Arne Treholt, der am 20. Januar 1984 als Pressesprecher des Außenministeriums wegen des Verdachts der Spionage für die Sowjetunion verhaftet und 1985 wegen Landesverrat und Spionage für die Sowjetunion zu einer Freiheitsstrafe von 20 Jahren verurteilt wurde.

## Veröffentlichung
- I sol og skygge, Vorwort von Oddvar Hegge, Oslo 1989